# Lu Jingjing
Lu Jingjing (chinesisch 鲁晶晶, Pinyin Lú Jīngjīng; * 5. Mai 1989 in der Inneren Mongolei) ist eine chinesische Tennisspielerin.

## Karriere
Lu spielt überwiegend ITF-Turniere. Sie stand im Einzel bereits neunmal im Finale eines solchen Turniers und gewann dabei vier Titel. Im Doppel gewann sie 14-mal den Titel, bei 24 Finalteilnahmen.
Ihr größter Erfolg auf der WTA Tour war der Sieg im Doppel der Jiangxi Open im August 2016.
Im Februar 2010 spielte sie in Bratislava gegen die Slowakei erstmals für die chinesische Fed-Cup-Mannschaft. In ihrer Fed-Cup-Bilanz hat sie drei Siege und vier Niederlagen zu Buche stehen.

## Turniersiege

### Einzel
| Nr. | Datum             | Turnier  | Kategorie   | Belag     | Finalgegnerin          | Ergebnis       |
| --- | ----------------- | -------- | ----------- | --------- | ---------------------- | -------------- |
| 1.  | 16. November 2008 | Pune     | ITF $25.000 | Hartplatz | Melanie South          | 6:3, 6:1       |
| 2.  | 9. Januar 2011    | Quanzhou | ITF $50.000 | Hartplatz | Stéphanie Foretz Gacon | 3:6, 7:62, 6:3 |
| 3.  | 16. Januar 2011   | Pingguo  | ITF $25.000 | Hartplatz | Tetiana Luzhanska      | 6:4, 7:5       |
| 4.  | 16. Juli 2017     | Naiman   | ITF $25.000 | Hartplatz | Karman Kaur Thandi     | 6:2, 6:1       |

### Doppel
| Nr. | Datum              | Turnier                    | Kategorie         | Belag             | Partnerin         | Finalgegnerinnen                   | Ergebnis           |
| --- | ------------------ | -------------------------- | ----------------- | ----------------- | ----------------- | ---------------------------------- | ------------------ |
| 1.  | 27. Oktober 2007   | Hamanako                   | ITF $25.000       | Teppich           | Liu Wanting       | Chae Kyung-yee Mitsuko Ise         | 6:1, 6:2           |
| 2.  | 21. Juni 2008      | Montpellier                | ITF $10.000       | Sand              | Veronica Spiegel  | Shérazad Reix Charlotte Rodier     | 7:5, 6:75, [10:7]  |
| 3.  | 15. Februar 2009   | Mildura                    | ITF $25.000       | Rasen             | Sun Shengnan      | Han Xinyun Ji Chunmei              | 7:62, 7:64         |
| 4.  | 7. März 2009       | Lyon                       | ITF $10.000       | Hartplatz (Halle) | Sun Shengnan      | Pemra Özgen Zhang Shuai            | 6:4, 7:5           |
| 5.  | 14. März 2009      | Las Palmas de Gran Canaria | ITF $10.000       | Hartplatz         | Sun Shengnan      | Jana Butschina Taja Mohorčič       | 6:3, 7:61          |
| 6.  | 28. März 2009      | La Palma                   | ITF $25.000       | Hartplatz         | Sun Shengnan      | Eleni Daniilidou Jasmin Wöhr       | 6:2, 5:7, [10:5]   |
| 7.  | 16. Mai 2009       | Kurume                     | ITF $50.000       | Rasen             | Sun Shengnan      | Chang Kai-chen Ayaka Maekawa       | 6:3, 6:2           |
| 8.  | 23. Mai 2009       | Incheon                    | ITF $25.000       | Hartplatz         | Sun Shengnan      | Han Xinyun Ji Chunmei              | 6:3, 6:3           |
| 9.  | 4. Juli 2009       | Xiamen                     | ITF $25.000       | Hartplatz         | Sun Shengnan      | Han Xinyun Kao Shao-yuan           | 6:2, 6:4           |
| 10. | 29. Mai 2010       | Grado                      | ITF $25.000       | Sand              | Han Xinyun        | Karina Pimkina Marta Sirotkina     | 1:6, 6:4, [10:8]   |
| 11. | 19. Juni 2010      | Montpellier                | ITF $25.000       | Sand              | Laura Siegemund   | Amandine Hesse Ljudmyla Kitschenok | 6:4, 6:2           |
| 12. | 17. Juli 2015      | Tianjin                    | ITF $25.000       | Hartplatz         | Liu Wanting       | Chen Jiahui You Xiaodi             | 6:74, 7:63, [10:4] |
| 13. | 7. August 2016     | Nanchang                   | WTA International | Hartplatz         | Liang Chen        | Shūko Aoyama Makoto Ninomiya       | 3:6, 7:62, [13:11] |
| 14. | 14. April 2017     | Nanning                    | ITF $25.000       | Hartplatz         | Walerija Sawinych | Gai Ao Guo Hanyu                   | 6:4, 6:4           |
| 15. | 10. September 2017 | Dalian                     | WTA Challenger 1  | Hartplatz         | You Xiaodi        | Guo Hanyu Ye Qiuyu                 | 7:62, 4:6, [10:5]  |
| 16. | 1. Juni 2018       | Luzhou                     | ITF $25.000       | Hartplatz         | Han Xinyun        | Alison Bai Andreea Amalia Roșca    | 6:3, 6:3           |